# Indépendance du Cap-Vert

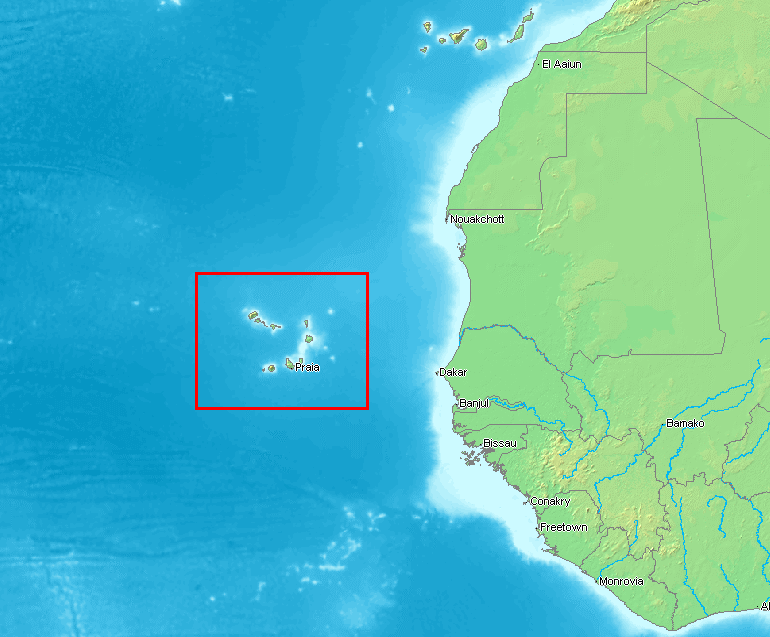
Situation du Cap-Vert

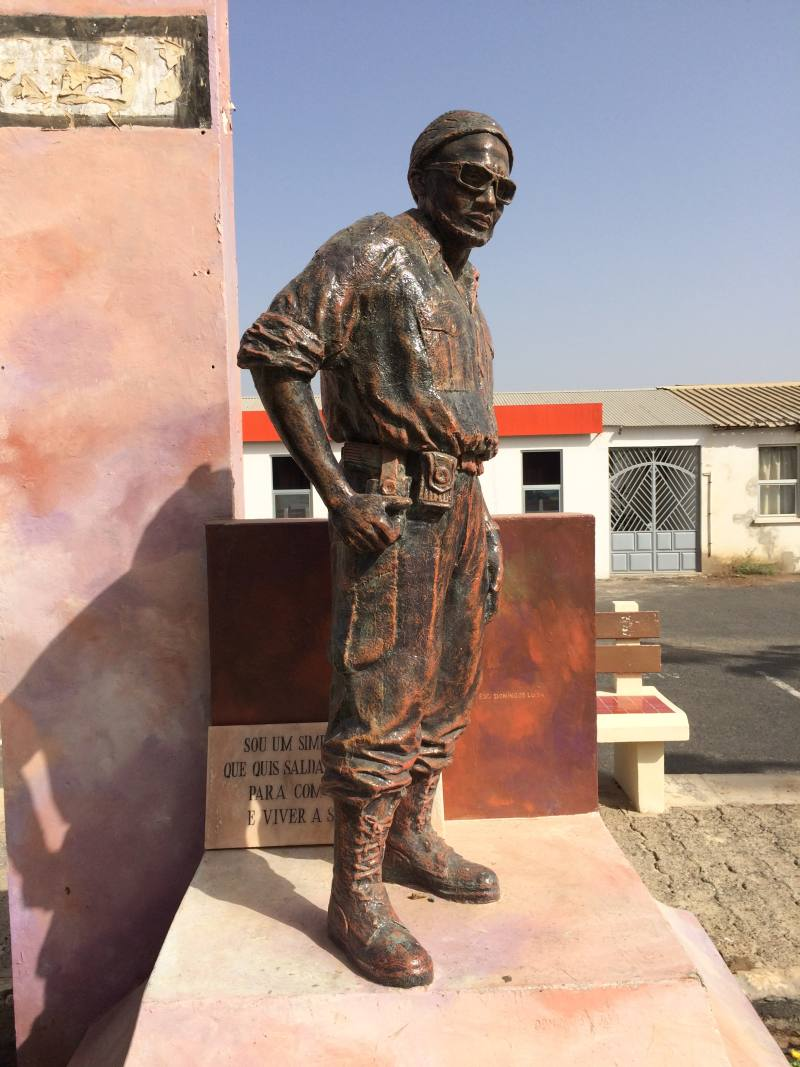
Statue de Amílcar Cabral le père de indépendance du Cap Vert à Aéroport International

 (septembre 2023).
Si vous disposez d'ouvrages ou d'articles de référence ou si vous connaissez des sites web de qualité traitant du thème abordé ici, merci de compléter l'article en donnant les références utiles à sa vérifiabilité et en les liant à la section « Notes et références ».
L'indépendance du Cap-Vert, archipel d'Afrique de l'océan Atlantique, a lieu le 5 juillet 1975 après avoir quitté la domination portugaise remontant au XVe siècle. Déclaré à Cidade da Praia en brandissant des drapeaux aux nouvelles couleurs nationales, elle fait suite à une lutte menée par le Parti africain pour l’indépendance de la Guinée et du Cap-Vert (PAIGC) à partir des années 1950.

## Acteurs de l'indépendance

### Amílcar Cabral
En 1956, Amílcar Cabral, ingénieur en agronomie né au Cap-Vert et formé à l'université de Lisbonne, fonde le Parti africain pour l'indépendance de la Guinée et du Cap-Vert, qui est d'abord clandestin mais qui mènera à l'indépendance de ces deux états colonisés par le Portugal. Leader de la lutte anticoloniale et défenseur de l’unification du Cap-Vert et de la Guinée-Bissau, Amílcar Cabral est un révolutionnaire panafricaniste, aussi bien dans son pays qu’en Afrique. Son métissage culturel ainsi que la proximité de son demi-frère Luis de mère portugaise avec l'élite cap-verdienne (réputé proche des Portugais) dérange cependant beaucoup de militants du mouvement ainsi que le président guinéen, Ahmed Sékou Touré. 

### Autres révolutionnaires
Amílcar Cabral est accompagné par Luis Cabral (son demi-frère et le futur président de la Guinée-Bissau), Aristides Pereira (futur président de la République du Cap-Vert), Abilio Duarte (futur ministre et président de l’Assemblée nationale du Cap-Vert), et Elisée Turpin.

## Histoire de l'indépendance du Cap-Vert

### Colonisation du Cap-Vert
Dans les années 1940, le Cap-Vert connaît une des périodes les plus noires de son histoire. À cause de la réduction de l'immigration par les États-Unis, le quadrillage policier des Portugais, les famines successives (1941-1942 ; 1946-1948), il y a selon les historiens 20 000 morts sur les 150 000 habitants[réf. nécessaire].
En 1951, le Cap-Vert devient un territoire d'outre-mer, comme les autres possessions portugaises.
Dans les années 1950 et 1960, plusieurs mouvements indépendantistes se forment en Europe.

### Lutte armée du PAIGC
Dès 1959, Amilcar Cabral et le PAIGC s'engagent dans la lutte armée contre les colonisateurs portugais et parviennent à contrôler certaines zones du pays. Parallèlement, Cabral veut faire connaître son mouvement auprès de tous et il y parvient en 1972. En effet, cette année-là, les Nations unies finissent par considérer le PAIGC comme légitime.
Après avoir lutté pendant 20 ans, Amílcar Cabral est assassiné le 20 janvier 1973 à Conakry (Guinée), la veille de la proclamation de l’indépendance, par des membres de son parti complices des Portugais. 
Le rêve d'union entre le Cap-Vert et la Guinée-Bissau mis en avant par Cabral est définitivement enterré après le coup d'État de 1980 en Guinée-Bissau. L’indépendance de la Guinée-Bissau est reconnue le 10 septembre 1974 par le Portugal, soit une année avant celle du Cap-Vert. 

### Proclamation de l'indépendance du Cap-Vert
Le 5 juillet 1975, l'indépendance est signée. Les 300 000 habitants du Cap-Vert de l'époque, répartis sur les 9 îles de l'archipel, se réunissent à Cidade da Praia et brandissent des drapeaux aux nouvelles couleurs nationales. De nombreux chasseurs portugais décollent de la capitale pour larguer des fleurs sur la foule qui danse. La même année, c'est Aristides Pereira qui devient alors président du Cap-Vert pour le parti du PAIGC, alors parti unique d'inspiration marxiste.